# Lior Etter
Lior Bela Etter (* 21. Januar 1990 in Hitzkirch) ist ein ehemaliger Schweizer Fussballspieler. 

## Leben
Etter ist der Urenkel von Bundesrat Philipp Etter, der von 1934 bis 1959 in der Landesregierung vertreten war. Zusammen mit seinem Bruder Morris gründete Lior Etter 2012 die Non-Profit-Organisation Wasser für Wasser.

## Sportliche Laufbahn
Etter spielte im zentralen und defensiven Mittelfeld und besass einen bis 2012 dotierten Vertrag beim FC Luzern in der Axpo Super League. Lior Etter absolvierte insgesamt 21 Spiele für Luzern in der Super League. Er gab am 17. Mai 2010 bekannt, nicht mehr im Profifussball tätig sein zu wollen, da ihm dies zu oberflächlich erscheine. Sein Vertrag wurde per sofort aufgelöst.